# Poulaine (marine)
Pour les articles homonymes, voir Poulaine (homonymie).

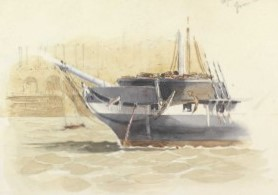
La Poulaine du HMS Apollo (1805)

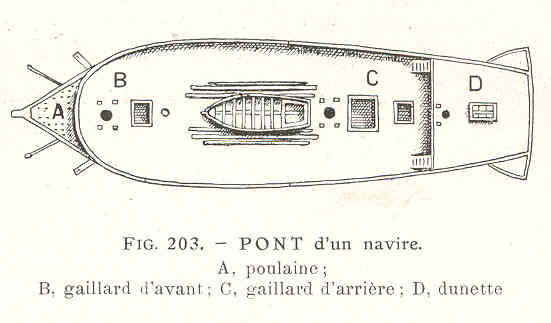
Schéma du pont d'un navire. La poulaine porte la mention "A"

La poulaine (ou aussi le bec) est la partie rapportée saillante fixée à la proue des voiliers du XVIe au XVIIIe siècle.

## Historique
La poulaine (Beakhead en anglais) est une plate-forme de travail montée à l'extrémité avant (la proue) des anciens voiliers pour faciliter le travail des marins qui manœuvraient les voiles du beaupré. 
La poulaine était couramment décorée de sculptures, particulièrement dans le goût baroque des navires du XVIIe siècle. Les côtés de la poulaine, directement sous la figure de proue, étaient souvent chargés de figures représentant des animaux, des boucliers, des créatures fantastiques ou mythologiques, ou même des statues d'empereurs romains, dans le cas du Vasa, vaisseau suédois de 1628 aujourd'hui conservé à Stockholm.
Le plancher de la poulaine était constitué de claies qui faisaient office de toilettes pour l'équipage, évitant ainsi de souiller le navire. D'où l'expression gabier de poulaine désignant un mauvais marin (tout juste bon à nettoyer la poulaine).

## Marine moderne
La poulaine est le nom couramment donné aux toilettes dans la Marine nationale française.
Par extension, le sas des poulaines désigne une caisse à eaux noires dans le langage des sous-mariniers. 

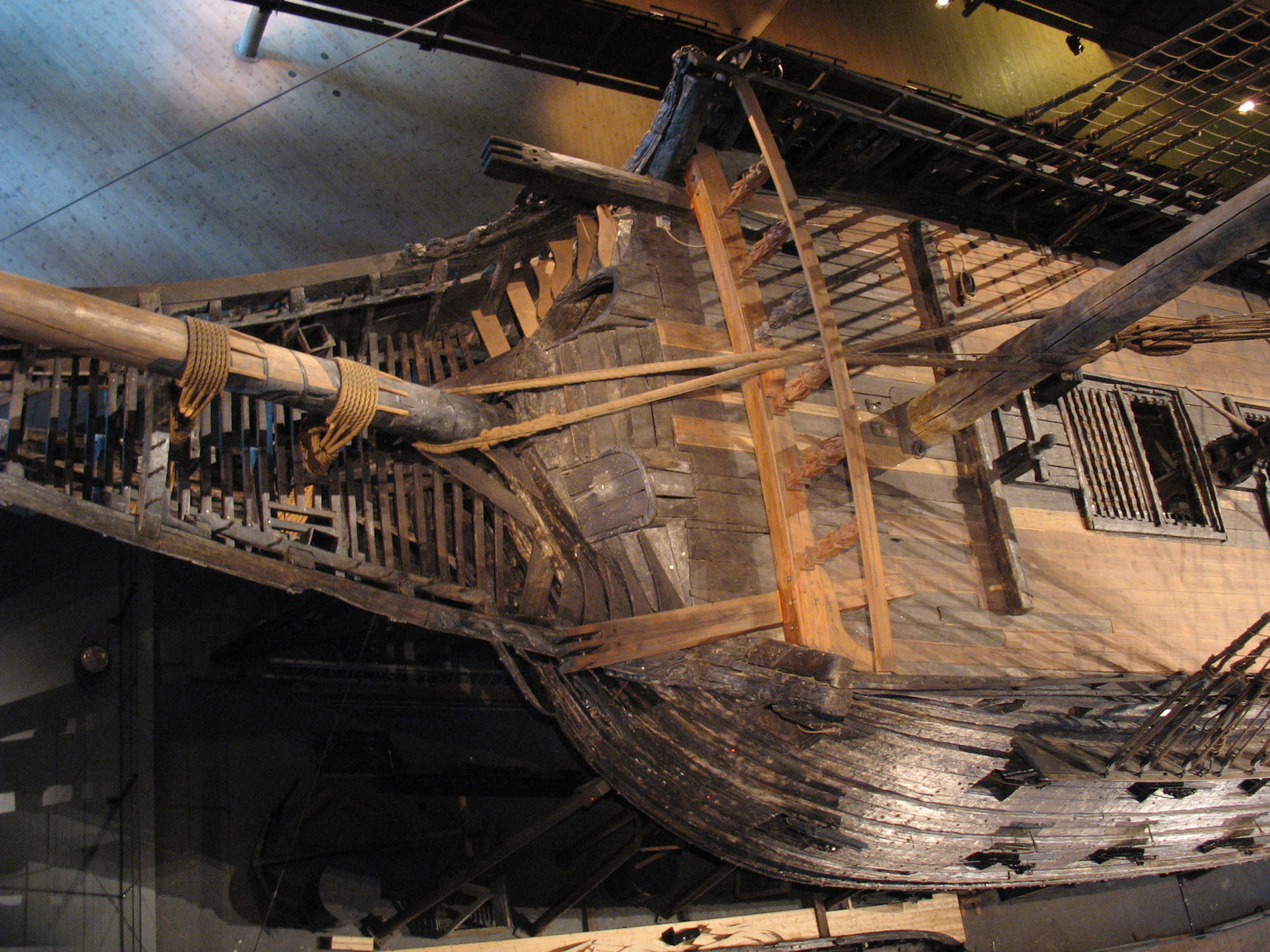
Proue et poulaine du vaisseau suédois Vasa (1628). Les claies, sous le beaupré, font office de toilettes.
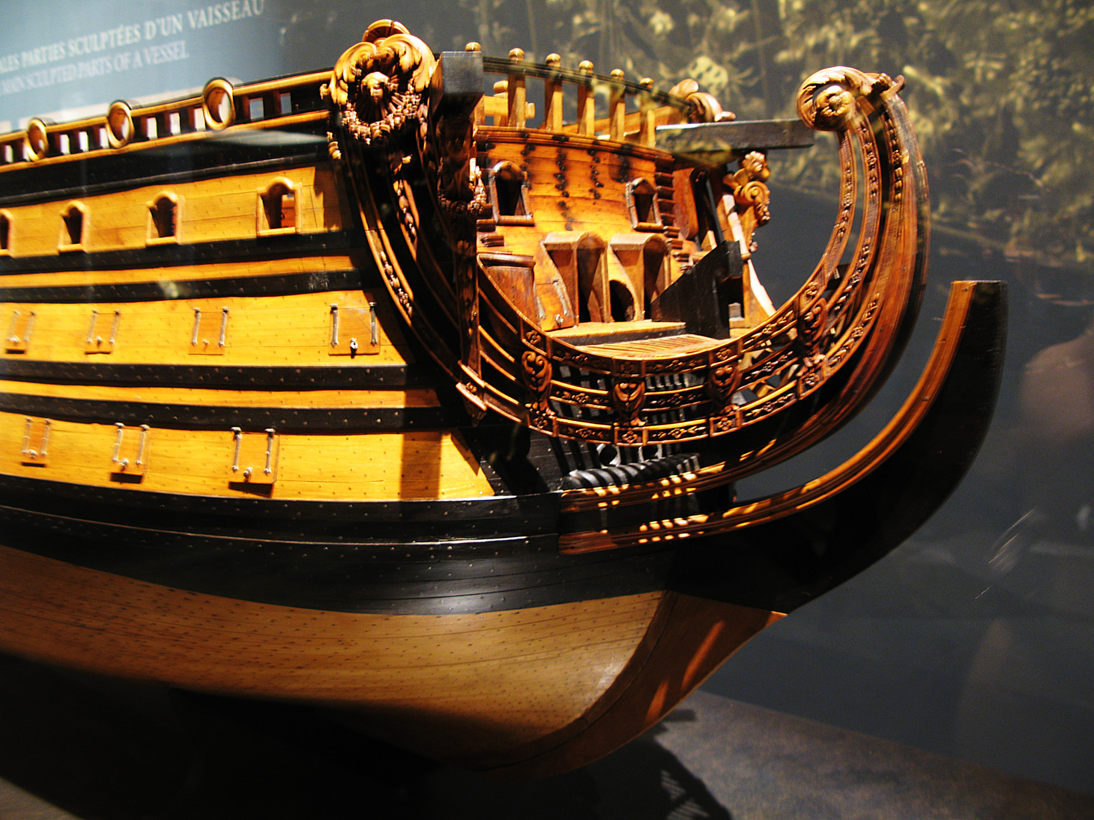
Proue et poulaine du vaisseau français Soleil Royal (1670)
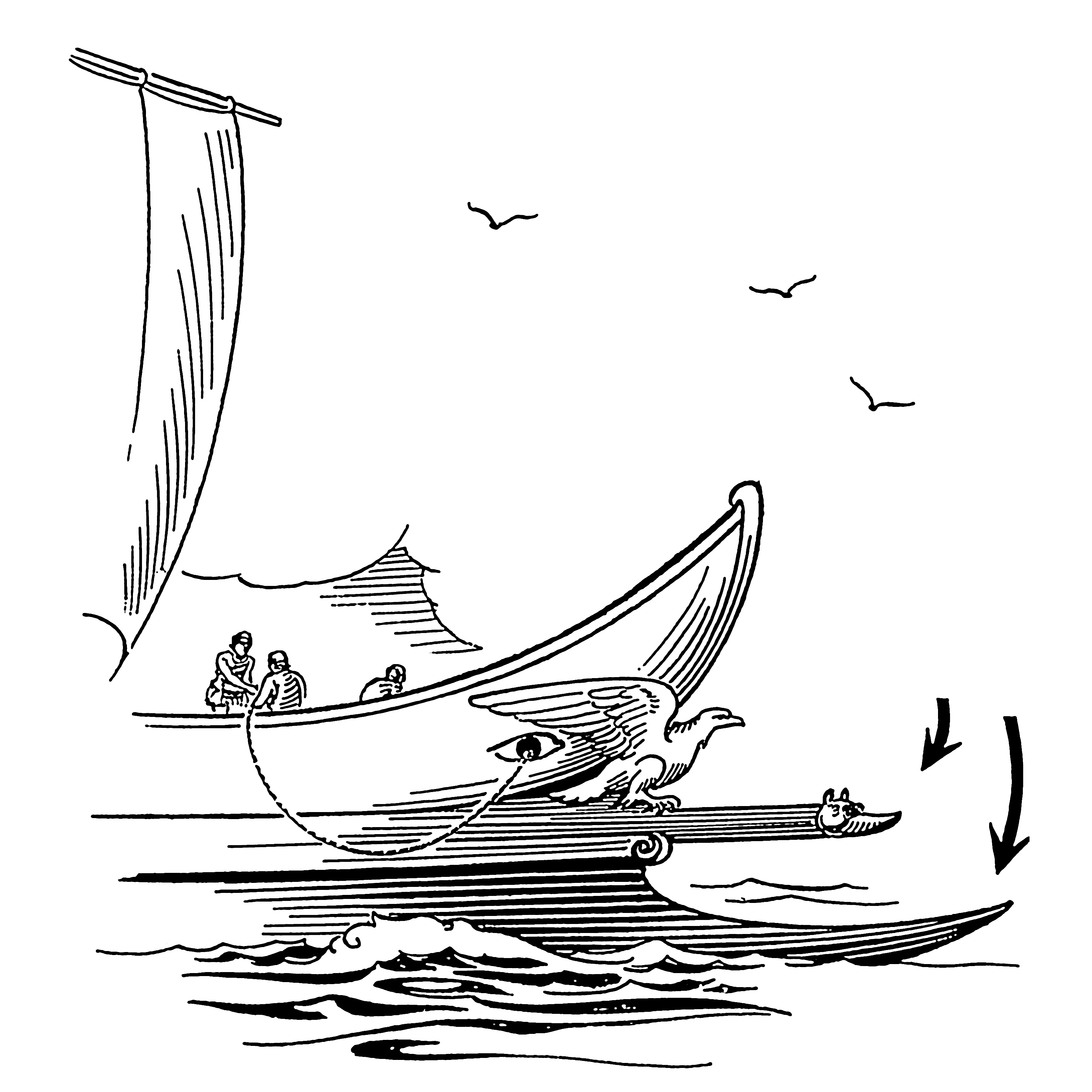
Proue et rostre d'un navire antique : ces aménagements sont précurseurs de la poulaine des navires ultérieurs.